# رودولف الثالث ملك بورغندي
رودولف الثالث يعرف بـ الكسول (الفرنسية:Rodolphe le Fainéant، الألمانية:Rudolf der Faule؛ أو التقي (le Pieux)؛ ح.970 - 6 سبتمبر 1032)؛ كان ملك برغونة منذ 993 حتى وفاته وأيضا هو آخر حاكم مستقل للمنطقة، وأيضا هو أخر ذكر من فرع برغونة من أسرة فلف الأكبر.

## حياته
رودولف هو ابن الوحيد ووريث الملك كونراد الأول البرغوني ووالدته ماتيلدا هي ابنة الملك لويس الرابع الفرنسي، كان لديه ثلاثة شقيقات جيربيرغا متزوجة من هيرمان الثاني، دوق شوابيا هي والدة الإمبراطورة جيزيلا، وبيرثا كانت متزوجة من أودو الأول، كونت بلوا ثم من روبرت المتدين ملك فرنسا، وجيزيلا متزوجة من هاينريش الثاني دوق بافاريا وهما والدا الإمبراطور هاينريش الثاني.
خلف رودولف والده بعد وفاته في 993، وتوج ملكاً في لوزان، تميز عهده بالاضطرابات بسبب محاولته لمصادرة العديد من العقارات، ومع ذلك كان غير قادر على استرضاء طبقة النبلاء العالية، وأيضا كان عليه التصرف مع التعديات أوتو-ويليام، كونت برغونة على السلطة.
مثل والده حاول رودولف التقرب من سلالة أوتونية الألمانية لتحقيق الاستقرار لحكمه، عمته الملكة الأرملة أديلايد وحفيدها الإمبراطور أوتو الثالث تدخلوا بشكل موسع في شؤون البرغونية لضمان استقراره في الحكم، وفي المقابل كان عليه التنازل في 1006 عن مدينة بازل لصالح ابن شقيقته هاينريش الثاني الملك المنتخب الجديد (ملك الرومان) في 1002.
زواج رودولف من أجلترود (المتوفية في عام 1101) ظل دون إنجاب لأبناء، وفي 28 يونيو 1101 تزوج من إرمنغارد قريبة الكونت همبرت الأول من سافوي وأرملة روتبولد الثاني،كونت بروفنس أعطى لها كونتية فيين وسيرمورن وأراضي الواسعة حتى بحيرة جنيف، ومع ذلك لم تنجب له أي أبناء.
عندما دخل رودولف في صراع مرة أخرى مع الكونت أوتو ويليام على تنصيب رئيس أساقفة بيزنسون، التقى رودولف مع الإمبراطور هاينريش الثاني في ستراسبورغ على خلفية الورثة وتم المفاوضات على تعيين الإمبراطور خليفته بعد وفاته، وبذلك زحف الإمبراطور هاينريش الثاني ومعه النبلاء البرغونيين ضد أوتو-ويليام، وتم تأكيد حق هاينريش في 1018 في مجلس ماينتس، ولكن مع وفاته دون ورثة في 1024، خليفته ساليان الملك كونراد الثاني احتل بازل وبدأ في التفاوض مع رودولف ليصبح وريثه ذلك، كان رودولف حاضراً في تتويج كونراد كـ إمبراطور في عيد الفصح في 1027، وفي أغسطس تم إبرام عقد الميراث، ومع ذلك اعتراض نبلاء رودولف أودو الثاني من بلوا ورينو الأول، كونت برغونة على الاتفاقية.
توفي رودولف في 1032 عند بلوغها الواحد والستون، ومن دون وريث، وبوفاته انقراض خط برغونة من أسرة فلف الأكبر التي انقرضت بعد عقدين من وفاته تماماً، بوفاة أخر دوق من خط شوابيا فلف، دوق كارينثيا في 1055، دفن رودولف في كاتدرائية لوزان، وبذلك ادعى كونراد المملكة وادخلها في الإمبراطورية الرومانية المقدسة.